# Phó Bí thư Quân ủy Trung ương (Việt Nam)
Phó Bí thư Quân ủy Trung ương là chức danh của lãnh đạo thứ hai cơ quan lãnh đạo của Đảng Cộng sản Việt Nam trong Quân đội nhân dân Việt Nam. Về cơ cấu tổ chức trong hệ thống chính trị của Việt Nam, Tổng Bí thư là Bí thư Quân ủy Trung ương; Chủ tịch nước thống lĩnh các lực lượng vũ trang, giữ chức Chủ tịch Hội đồng Quốc phòng và An ninh; Bộ trưởng Bộ Quốc phòng là người chỉ huy cao nhất đối với Quân đội nhân dân và dân quân tự vệ.

## Nhiệm vụ và quyền hạn
Phó Bí thư Quân uỷ Trung ương là người đứng thứ hai trong Quân ủy Trung ương; nghiên cứu, đề xuất với Chủ tịch nước, Bí thư Quân ủy Trung ương, Ban Chấp hành Trung ương Đảng, Bộ Chính trị, Ban Bí thư những vấn đề về đường lối, nhiệm vụ quân sự và quốc phòng ; kế hoạch phòng thủ đất nước; phương hướng và biện pháp xây dựng nền quốc phòng toàn dân; cơ chế lãnh đạo của Đảng với Quân đội nhân dân; chỉ đạo, hướng dẫn các cấp uỷ trực thuộc Trung ương thực hiện các nghị quyết, chỉ thị của Đảng về quân sự, quốc phòng.

## Phó Bí thư Quân ủy Trung ương qua các thời kỳ
| Thứ tự | Chân dung | Họ tên                      | Thời gian đảm nhiệm    | Ghi chú                                            |
| ------ | --------- | --------------------------- | ---------------------- | -------------------------------------------------- |
| 1      |           | Thiếu tướng Trần Tử Bình    | 1/1946 – 2/1947        |                                                    |
| 2      |           | Đại tướng Văn Tiến Dũng     | 2/1947 – 10/1948       | Phó bí thư thứ nhất Quân ủy Trung ương 5/1978-1984 |
| 3      |           | Đại tướng Nguyễn Chí Thanh  | 1951 – 1960            |                                                    |
| 4      |           | Thượng tướng Song Hào       | 1961 – 1976            |                                                    |
| 5      |           | Đại tướng Chu Huy Mân       | 1977 – 1986            |                                                    |
| 6      |           | Đại tướng Lê Đức Anh        | 16/2/1987 – 9/8/1991   | Phó bí thư thứ nhất Quân ủy Trung ương             |
| 7      |           | Đại tướng Đoàn Khuê         | 9/8/1991 – 29/12/1997  |                                                    |
| 8      |           | Đại tướng Phạm Văn Trà      | 29/12/1997 – 27/6/2006 |                                                    |
| 9      |           | Đại tướng Phùng Quang Thanh | 27/6/2006 – 9/4/2016   | Trẻ nhất khi nhậm chức                             |
| 10     |           | Đại tướng Ngô Xuân Lịch     | 9/4/2016 – 7/4/2021    |                                                    |
| 11     |           | Đại tướng Phan Văn Giang    | 8/4/2021 – nay         |                                                    |